# Музей ваг

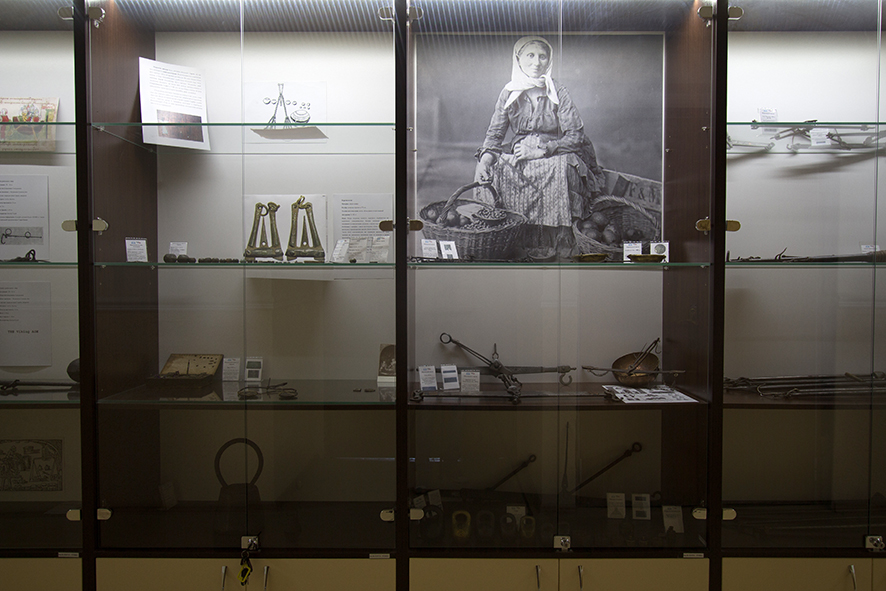

Музей ваг — перший музей вагової техніки в Україні, створений на основі колекції антикварних ваг. 

## Про музей

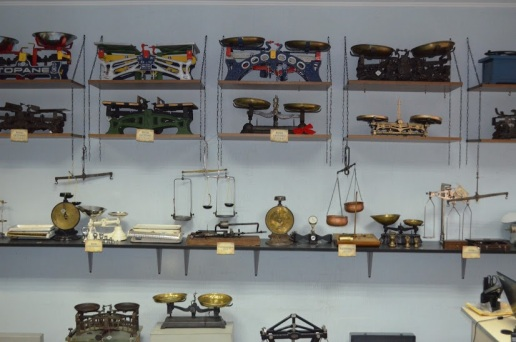

Музей працює у форматі тимчасових виставок і презентує одну з найбільших колекцій антикварних ваг в Україні.
Наразі кількість експонатів становить понад 500 одиниць, а найдавніші екземпляри датуються VI століттям до нашої ери. 
У колекції також представлені важільні і пружинні ваги більш пізніх періодів.
Увага приділяється як історії українських, так і зарубіжних виробників (н-п:  Salter, Weber, Dähne&Co, W. Hess,  Fairbanks,  тощо.)  [Архівовано 10 жовтня 2017 у Wayback Machine.]

## Посилання

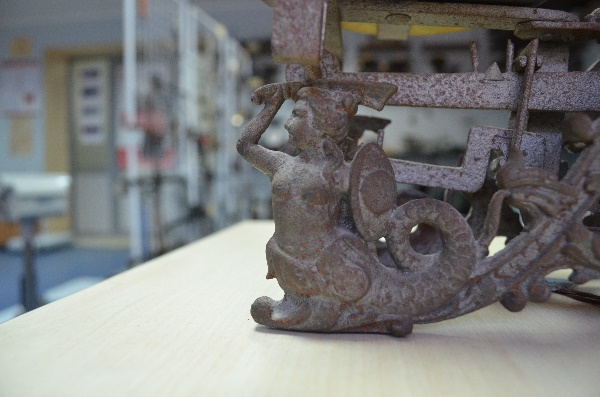